# Ordynariat Austrii, Wiernych Obrządków Wschodnich
Ordynariat Austrii, Wiernych Obrządków Wschodnich – ordynariat personalny Kościoła katolickiego w Austrii, formalnie obejmujący wszystkich zamieszkałych w tym kraju wiernych katolickich Kościołów wschodnich, lecz w praktyce koncentrujący swoją działalność duszpasterską i liturgiczną na wiernych Kościołów należących do rytu bizantyjskiego. Ordynariat został ustanowiony 13 czerwca 1956 i od początku pozostaje w unii personalnej z archidiecezją wiedeńską, przez co każdy kolejny arcybiskup metropolita Wiednia wkrótce po swoim ingresie rzymskokatolickim zostaje także ordynariuszem obrządków wschodnich. Od 6 listopada 1995 stanowisko to zajmuje kardynał Christoph Schönborn OP.
1 października 2018 przemianowano nazwę z Ordynariat Austrii, Wiernych Obrządku Bizantyjskiego na Ordynariat Austrii, Wiernych Obrządków Wschodnich.